# Taketori monogatari

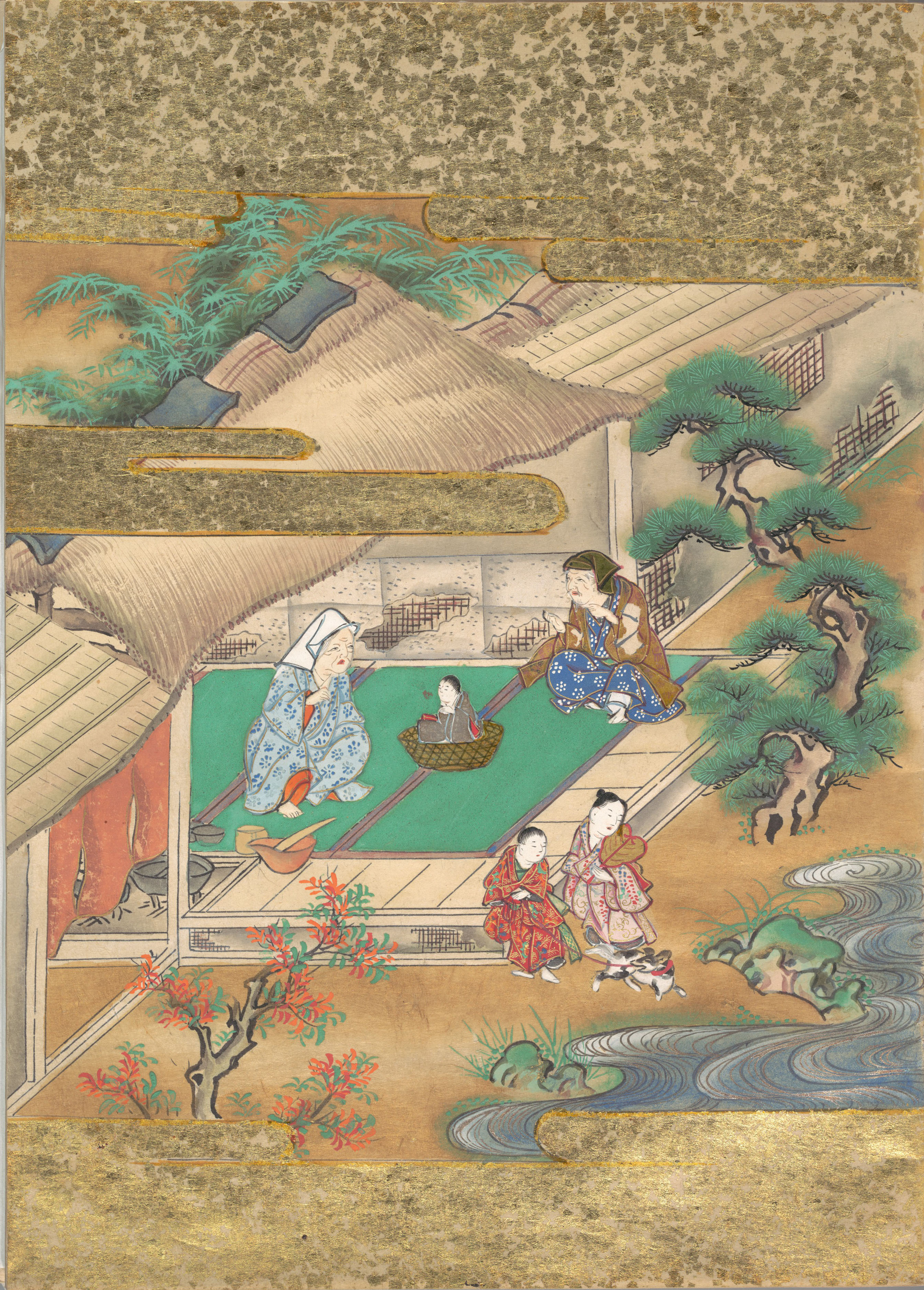
Kaguja hercegnő felfedezése

A bambuszgyűjtő öregember meséi (竹取物語 Taketori Monogatari), amely Kaguja hercegnőként (かぐや姫 Kaguja Hime, 赫映姫 vagy 輝夜姫) is ismert, egy tizedik századi japán népmese. A legrégebbi japán prózai elbeszélésként tartják számon.
Főként a Kaguja hercegnőnek nevezett titokzatos lány életét részletezi, akit csecsemőként találtak egy ragyogó bambusz szárában.

## Történet

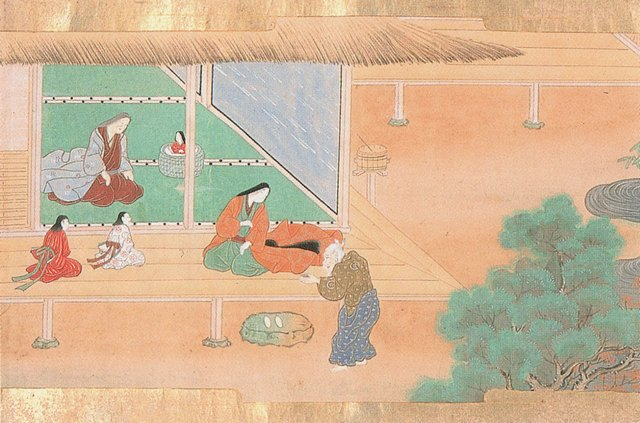
Taketori no Okina hazaviszi Kaguja hercegnőt. Rajzolta Tosza Hiromicsi, 1600 körül

Egy nap, az idős, gyermektelen Taketori no Okina (竹取翁, "bambuszszedő öregember"), miközben a bambuszerdőben sétált, rábukkant egy fénylő bambuszszárra. Miután felvágta azt, belsejében egy hüvelykujj méretű csecsemőt talált. Látván, milyen szép, úgy megörült, hogy rögtön haza is vitte a lányt. Feleségével Kaguja hercegnőnek (かぐや姫, vagyis Najotake-no-Kaguja-hime „hajlékony bambuszok szórt fényének hercegnője”) nevezték el, és saját gyermekükként nevelték fel. Attól kezdve Taketori no Okina, akármikor levágott egy szál bambuszt, belsejében csöppnyi aranyrögöt talált. Hamarosan meggazdagodott. Kaguja hercegnő pedig kisbabából hétköznapi méretű nővé cseperedett, természetfeletti szépséggel. Apja eleinte próbálta őt távol tartani a külvilágtól, azonban szépségének híre hamar elterjedt.
Egyszer öt herceg érkezett Taketori házához, hogy megkérjék a hercegnő kezét. Addig győzködték a bambuszgyűjtőt, míg az végül rávette vonakodó lányát, hogy válasszon közülük. Kaguja hercegnő lehetetlen feladatokat talált ki kérői számára, és beleegyezett, hogy feleségül megy ahhoz, aki teljesíti kérését. Aznap este az öt herceg megtudta, mit kell megszereznie. Az elsőnek Buddha kőből készült kolduló tálát Nepálból, a másodiknak egy drágakövekkel ékesített ágat Hórai szigetéről, a harmadiknak a legendás tűzpatkány köpenyét Kínából, a negyediknek a Sárkány nyakának ékkövét, míg végül az utolsónak egy tengeri csiga házát kellett elhoznia, amelyet fecskék talizmánként használtak költésnél.
Miután észrevette, hogy lehetetlen a feladat, az első herceg egy drága tállal tért vissza, azonban mikor az nem ragyogott szent fénnyel, Kaguja hercegnő átlátott a csaláson. Ahogy az első, úgy a következő két herceg is megpróbálta átverni a hercegnőt hamisítványokkal, szintén sikertelenül. A negyedik kérő egy viharral való találkozás után adta fel, míg az utolsó életét vesztette (más verziókban súlyosan megsérült) a küldetés közben.
Később maga a japán császár látogatta meg a különösen gyönyörű Kaguja hercegnőt, és nemcsak, hogy beleszeretett, de feleségül is kérte. Ugyan a császárnak nem kellett kiállnia olyan lehetetlen megpróbáltatásokat, mint a hercegeknek, Kaguya mégis visszautasította őt, mondván nem a császár országából származik, ezért nem mehet vele a palotába. A hercegnő kapcsolatban maradt a császárral, de továbbra is elutasította minden egyes ajánlatát.
Azon a nyáron, valahányszor a teliholdra tekintett, Kaguja hercegnő szemei könnyekkel teltek meg. Nevelőszülei hiába aggódtak érte oly’ nagyon, hiába kérdezték, mi bántja, nem tudta megmondani. Viselkedése egyre inkább szeszélyessé vált, mígnem kijelentette, hogy nem e világból való, és vissza kell térnie népéhez a holdra. A történet egyes verzióiban úgy tartják, hogy Kaguja hercegnőt a Földre küldték, ahol elkerülhetetlenül anyagi kötődést alakít ki, ideiglenes büntetésként egy elkövetett bűn miatt. Más változatokban saját biztonsága érdekében küldték a Földre egy mennyei háború idején. Az arany, amit Taketori no Okina talált, valójában fizetség volt a holdon lakóktól, amelyet Kaguja hercegnő eltartására küldtek.

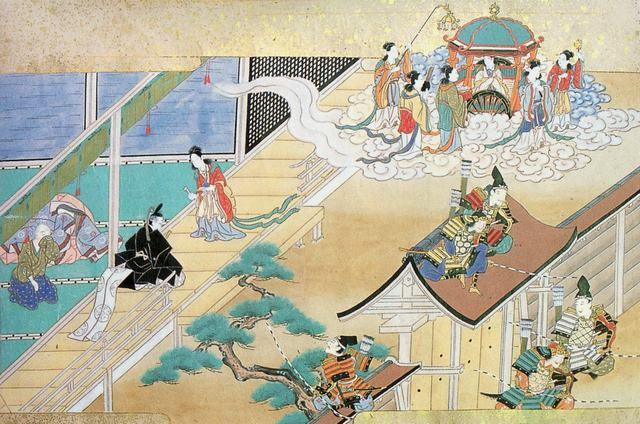
Kaguja hercegnő visszatérése a holdra

Ahogy közelgett Kaguja hazatérésének napja, a császár katonákat küldött a házához, hogy megvédjék őt a hold népétől. Azonban, mikor a „mennyei lények” küldöttsége megérkezett Taketori no Okina házának ajtajához, az őröket elvakította egy különös fény. A hercegnő kijelentette, hogy bár oly’ sok barátját szerette a Földön, mégis vissza kell térnie a hold embereivel valódi otthonába. Szüleitől és a császártól szomorú bocsánatkérő üzenettel búcsúzott, köpenyét szüleinek ajándékozta emlékül. Ezután vett egy kis ízelítőt az élet elixírjéből, és a császárnak írt leveléhez kötötte, majd odaadta egy katonatisztnek. Amint odaadta, tollpalást szállt vállaira, így elfelejtett minden bánatot és szánalmat, amit a földi emberek iránt érzett. A mennyei kíséret visszavitte a hercegnőt Tsuki-no-Miyakoba („A hold fővárosába”), könnyek közt hagyva nevelőszüleit.

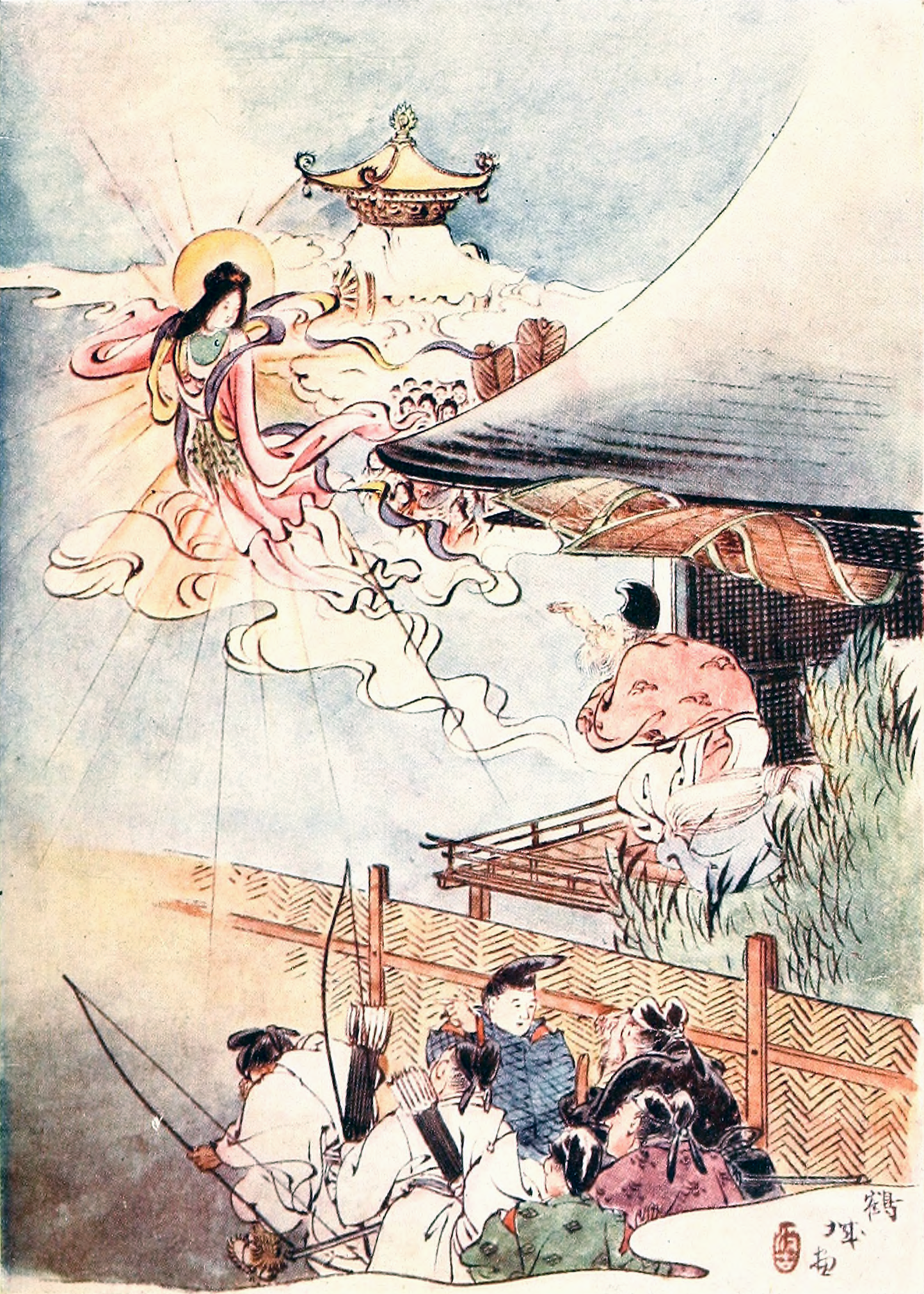
A távolodó hercegnő

Szülei nemsokára belebetegedtek a szomorúságba. A tiszt, akit a hercegnő utolsó halandó cselekedetével megbízott levelének kézbesítésével, visszatért a császárhoz, majd beszámolt a történtekről. A császáron eluralkodott a szomorúság, ahogy a hercegnő levelét olvasta. Megkérdezte szolgálóit; „Melyik az a hegy, ami legközelebb van a Mennyhez?”, amelyre az egyik azt felelte: a Nagy Hegy Szuruga tartományban. Remélve, hogy üzenete így majd eléri a távoli hercegnőt, a császár parancsba adta embereinek, hogy vigyék a levelet a hegy csúcsára és égessék el. A császár a levéllel együtt a halhatatlanság elixírjének megsemmisítését is elrendelte, mivel nem akart örökké élni, anélkül, hogy láthatná Kaguja hercegnőt. A legenda szerint a halhatatlanság szóból (不死 fusi vagy fudzsi) származik a Fudzsi hegy neve. Valamint a hegy kandzsija 富士山 (szó szerint „Harcosoktól nyüzsgő hegy”) a császár hadseregétől származtatott, akik megmászva a hegy meredek emelkedőit, teljesítették a parancsot. Úgy tartják, hogy az égetés füstje még a mai napig is száll fel. (A múltban a Fudzsi hegy vulkanikusan aktívabb volt.)

## Irodalmi vonatkozások
A mese alkotóelemei régebbi történetekből származnak. A főhős, Taketori no Okina neve felbukkan a korai Man'yósú versgyűjteményben, ahol találkozik egy csapatnyi nővel, akiknek elszaval egy verset. Ez azt mutatja, hogy korábban létezett már egy bambuszgyűjtőról és mennyei vagy misztikus nőkről keringő ábrázolás.
Egy hasonló változat a 12. századi Kondzsaku Monogatarisúban (31. kötet, 33. fejezet) jelenik meg, azonban kapcsolatuk vitatott.
Egyesek szerint a bambuszgyűjtő öregember meséi a kínai Csang-o legenda adaptációja, és A hattyúk tavával áll összefüggésben. Ez valószínűleg a Kaguja hercegnő holdra emelkedésekor viselt hagoromo (羽衣 "tollpalást") miatt van. A hagoromo kiemelt szerepet a hagoromo dentetsuként ismert mesékben kap (ilyen például az Ómi-no-kuni Fudoki, amelyben egy férfi megbízza kutyáját nyolc mennyei szűz tollpalástjának ellopásával, amíg azok fürdenek, majd egyiküket rákényszeríti, hogy legyen a menyasszonya). Az előbb említetthez hasonló a kínai tradicionális Qixi fesztivál tündérpárjának legendája. Valamint Völund, a kovács és testvéreinek története, akik „hattyúleányokat” vettek feleségül.

### Pancsu Kuniang
1957-ben megjelent a Csinjü Fenghuang (金玉鳳凰) című tibeti mesékről szóló kínai könyv. A korai 1970-es években japán irodalomkutatók felfedezték, hogy a könyvben található egyik mese "Pancsu Kuniang" (班竹姑娘) bizonyos pontjain hasonlít a bambuszgyűjtő történetéhez. Azonban az 1980-as években kutatások kimutatták, hogy a kapcsolat nem olyan egyszerű, mint azt eleinte gondolták. Az Okacu alapos áttekintést nyújt a kutatással kapcsolatban, valamint megjegyzi, hogy a Csinjü Fenghuang gyermekeknek készült, így a szerkesztője megengedte magának a mesék átalakítását. Nem létezik több olyan tibeti mesegyűjtemény, ami tartalmazná a történetet.

## Adaptációk
Az 1957-es Manga Nyihon Mukasi Banasi japán tv-sorozatban szerepel a történetnek egy 10 perces feldolgozása, Kodoma Takao rendezésével, Higucsi Maszakazu animációjával és Abe Kodzsi rajzaival.
Macumoto Reidzsi műve a Sin Taketori Monogatari: Szennen Dzsoó mangasorozat lazán követi a történetet. Toei Dóga később készített belőle egy 42 részből álló anime sorozatot, amelyet 1981-82 között adtak a Fudzsi TV-n, valamint Németországban, Franciaországban, Spanyolországban, Olaszországban, Mexikóban és Chilében. A tv-sorozat befejeződése után nem sokkal, 1982-ben megjelent egy színpadias anime film, amely a sorozat összefoglalójaként szolgált.
Icsikava Kon készített a történetből egy filmet Taketori monogatari címen 1987-ben. Robert Moran zeneszerzőt megihlette a film, és komponált egy rajta alapuló opera darabot From the Towers of the Moon címmel.
1988-ban Isí Maki, japán zeneszerző felkérte Jiří Kylián cseh koreográfust, hogy készítsen balettet a Kaguya hercegnő nevet viselő zenei művéhez. A darab Kagujahime: the Moon Princess néven kortársbalett volt, melyben a nyugati és a japán kultúra elemei keveredtek.

## Fordítás
- Ez a szócikk részben vagy egészben  a   The Tale of the Bamboo Cutter című angol Wikipédia-szócikk ezen változatának fordításán alapul.  Az eredeti cikk szerkesztőit annak laptörténete sorolja fel. Ez a jelzés csupán a megfogalmazás eredetét és a szerzői jogokat jelzi, nem szolgál a cikkben szereplő információk forrásmegjelöléseként.